# III tysiąclecie p.n.e.
IV tysiąclecie p.n.e. III tysiąclecie p.n.e. II tysiąclecie p.n.e.
 

 XXX wiek p.n.e. XXIX wiek p.n.e. XXVIII wiek p.n.e. XXVII wiek p.n.e. XXVI wiek p.n.e. XXV wiek p.n.e. 

XXIV wiek p.n.e. XXIII wiek p.n.e. XXII wiek p.n.e. XXI wiek p.n.e.

## Wydarzenia
- około 3000 p.n.e.
  - pierwsze szkoły w Sumerze (wyłącznie dla mężczyzn)
  - początek kultury epoki brązu w Kanaanie
- około 2900 p.n.e. – założenie miasta Mari w Syrii i Iremu w Arabii
- około 2850 p.n.e. – Menes zjednoczył Egipt ze stolicą w Tinis
- 2750 p.n.e. – założenie miasta Tyr
- 2737 p.n.e. – cesarz chiński Shennong wprowadził zwyczaj picia herbaty
- około 2700 p.n.e.
  - budowa piramidy schodkowej Dżosera w Sakkarze
  - pierwszy znany z nazwiska lekarz (Lulu, Sumer, pd. Irak)
- 2650-2500 p.n.e. – okres panowania III i IV dynastii w Egipcie (budowa piramid: Cheopsa, Chefrena, Mykerinosa, posąg Sfinksa)
- około 2600 p.n.e. – w Mezopotamii pojawili się Akkadyjczycy
- po 2600 p.n.e.
  - początki uprawy winorośli i oliwek (Grecja)
  - początek cywilizacji Mohendżo Daro w dolinie Indusu (zastosowanie miedzi, udomowienie zebu, rozwój rolnictwa)
- 2500-2400 p.n.e. – złoty okres miasta Ur w Mezopotamii (I dynastia) – szczytowy rozkwit kultury Sumeru
- 2500 p.n.e.
  - najstarszy rysunek przedstawiający operację chirurgiczną (Memfis, Egipt)
  - pierwsze szkoły wyższe w Sumerze (tzw. domy mądrości)
- około 2500 p.n.e. – początki cywilizacja indyjskiej (dolina Indusu)
- około 2400 p.n.e.
  - powstanie królestwa Elam na terenie dzisiejszego Iranu
  - najstarszy znany list (faraon Pepi II do Hirchufa, Egipt)
- około 2250 p.n.e. – pierwszy okres przejściowy w Egipcie (rozpad jedności państwa)
- około 2200 p.n.e. - przybycie semickich koczowników do Kanaanu
- około 2100 p.n.e. – budowa ziguratu w Ur
- 2100 p.n.e.
  - najstarsze tablice farmakologiczne (sumeryjskie miasto Nippur)
  - początki garncarstwa w Ekwadorze (Valdivia)
- około 2050 p.n.e. – początek Średniego Państwa w Egipcie (XI i XII dynastia)
- 2050 p.n.e.
  - okres dominacji Sumero-Akadu w Mezopotamii (III dynastia z Ur)
  - najstarszy zapis prawniczy (kodeks praw króla miasta Ur – Urnammu)

## Zmiany środowiska
- migracja piasków Sahary do zachodniej Afryki

## Odkrycia i wynalazki
- pierwsze ślady stosowania podczas oblężenia miast forsowania murów obronnych za pomocą taranów, drabin i kładek
- w rolnictwie zastosowano pierwsze pługi (Egipt)
- pojawienie się koła garncarskiego w Mezopotamii (Sumer)
- stworzono pierwsze łyżwy (wykonane z kości udowych zwierząt)
- stop miedzi z nowo odkrytą cyną daje brąz (Bliski Wschód)